# ヘシェン

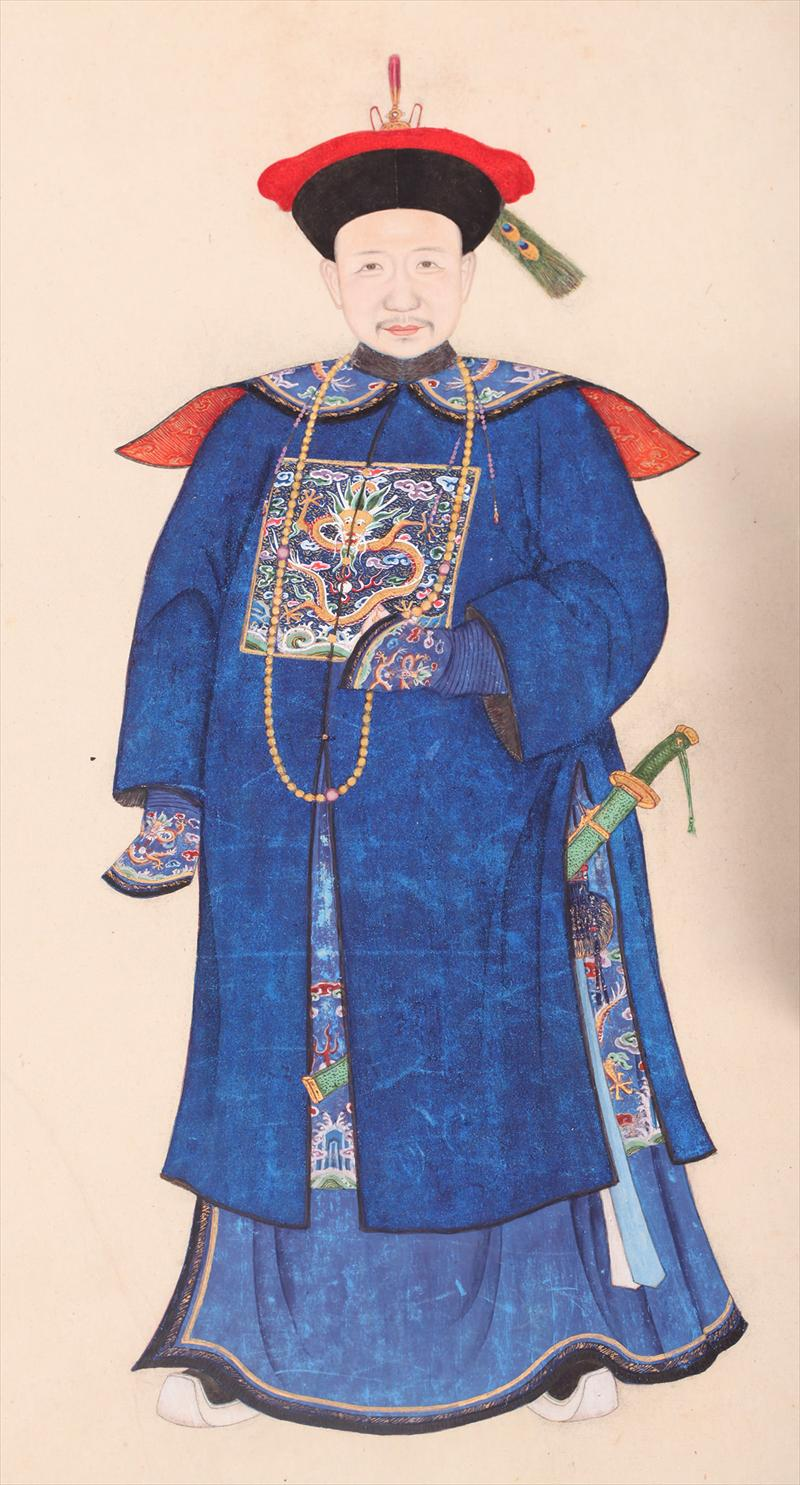
ヘシェン（和珅）

ヘシェン（満洲語: ᡥᡝᡧᡝᠨ）、 転写：hešen、和珅、日本語漢字音：わしん、乾隆15年5月28日（1750年7月1日） - 嘉慶4年1月18日（1799年2月22日））は清朝の政治家。字は致斎(ちさい)。乾隆帝の母方である満洲正紅旗のニオフル氏（鈕祜禄氏）出身。乾隆帝、嘉慶帝の二帝に仕えたが、莫大な収賄によって中国史上最大の富豪となり、正一品文華殿大学士・軍機大臣として専横の限りを尽くした。太上皇帝となっていた乾隆が崩御すると、親政を行おうとする嘉慶帝によって賜死となった。

## 人物

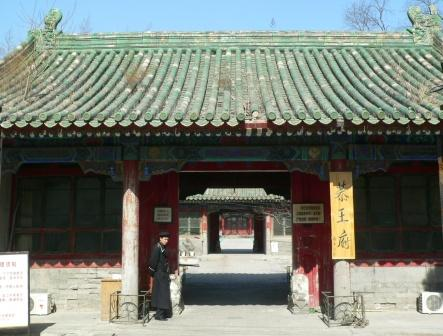
北京の恭親王邸（:zh:恭王府）。かつてのヘシェンの邸宅であり、贅を尽くした内装が観光地になっている。

満洲人の旗人の家に生まれるが、家は貧しかった。しかし、乾隆帝の外戚にあたるため、宮廷で乾隆帝の輿の担ぎ手として仕えたのを見出され（野史では容貌が乾隆帝が皇子時代、自分のために死なせてしまった父の貴妃年氏によく似ていたからであるというものがある）、寵臣として出世し、正一品内閣大学士・軍機大臣まで登りつめる。乾隆帝は晩年の乾隆60年（1795年）、在位60年を節目に嘉慶帝に皇位を譲ったが、実権は太上皇帝として保持する一方でヘシェンに政治権限を委ねた。そのため嘉慶帝といえども政治の決定は、ヘシェンを通じて乾隆上皇に可否を仰がねばならなかった。
ヘシェンはこの地位を利用して専横の限りを尽くし、収賄によって巨万の富を得た。監察御史による弾劾が行われたが、ヘシェンはそのたびにこれを解任して保身に努めた。ヘシェンの厳しい取り立てに反旗を翻して住民が蜂起した白蓮教徒の乱などが各地で起こった。ヘシェンは兄弟のヘリェン（和琳）を反乱の鎮圧に向かわせたが、腐敗して士気の上がらない清朝正規軍の八旗・緑営ではもはや反乱を鎮圧することが出来ず、郷勇と呼ばれる義勇兵と団練と呼ばれる自衛武装集団によって鎮圧した。
嘉慶4年1月3日（1799年2月7日）に乾隆上皇が崩御すると、嘉慶帝は親政をおこない、その際に同年1月11日、ヘシェンを罪20か条を出し弾劾した。群臣は凌遅刑を求めたが、乾隆帝の喪中であったため罪一等を減ぜられてヘシェンには自尽が命ぜられた。ヘシェンの子フェンシェンインデ（豊紳殷徳）には嘉慶帝の異母妹（乾隆帝の十女）固倫和孝公主が降嫁していたために、族滅は免れた。同年1月18日に聖詔を監獄で伝えられたヘシェンは、叩頭して感謝の気持ちを表した後に首をくくって自殺した。その財産は没収された。財産は黄金150万両を含む、国家予算15年分に上った。当時の世界情勢（当時、清は世界のGDPのうち3割を占めるほど豊かな国家だった）から見て、ヘシェンは世界一の富豪であったと考えられる。